# Vasos comunicantes

Animación que muestra el llenado de unos vasos comunicantes

Vasos comunicantes es el nombre que recibe un conjunto de recipientes comunicados por su parte inferior, superior o lateral y que contienen un líquido homogéneo; se observa que cuando el líquido está en reposo alcanza el mismo nivel en todos los recipientes, sin influir la forma y volumen de estos. Cuando sumamos cierta cantidad de líquido adicional, este se desplaza hasta alcanzar un nuevo nivel de equilibrio, el mismo en todos los recipientes. Sucede lo mismo cuando inclinamos los vasos; aunque cambie la posición de los vasos, el líquido siempre alcanza el mismo nivel.
Esto se debe a que la presión atmosférica y la gravedad son constantes en cada recipiente, por lo tanto la presión hidrostática a una profundidad dada es siempre la misma, sin influir su geometría ni el tipo de líquido. Blaise Pascal demostró en el siglo XVII, la presión que se ejerce sobre un líquido incompresible, se transmite íntegramente y con la misma intensidad en todas direcciones (Principio de Pascal).

## Historia
En el libro Neumática, escrito por Filón en el siglo III a. C., mediante una serie de experimentos estableció nociones sobre el equilibrio de los líquidos contenidos en vasos comunicantes o el principio del sifón.

## Aplicaciones
Al menos desde la época de la Antigua Roma, se emplearon para salvar desniveles del terreno al canalizar agua con tuberías de plomo. El agua alcanzará el mismo nivel en los puntos elevados de la vaguada, actuando como los vasos comunicantes, aunque la profundidad máxima a salvar dependía de la capacidad del tubo para resistir la presión. 
En las ciudades se instalan los depósitos de agua potable en los lugares más elevados, para que las tuberías, funcionando como vasos comunicantes, distribuyan el agua a las plantas más altas de los edificios con suficiente presión. 
Las complejas fuentes del periodo barroco que adornaban jardines y ciudades, empleaban depósitos elevados y mediante tuberías como vasos comunicantes, impulsaban el agua con variados sistemas de surtidores.
Las prensas hidráulicas se basan en este mismo principio y son muy utilizadas en diversos procesos industriales.